# بريفاراسيتام
بريفاراسيتام (بالإنجليزية: Brivaracetam)‏ هو دواء يُستعمل في علاج:
- صرع (منذ 12 مايو 2016)[8]

## دوره
يلعب هذا الدواء دورًا في علاج الأمراض كونه:
- مضاد اختلاج